# Ringwall Nonnenkloster

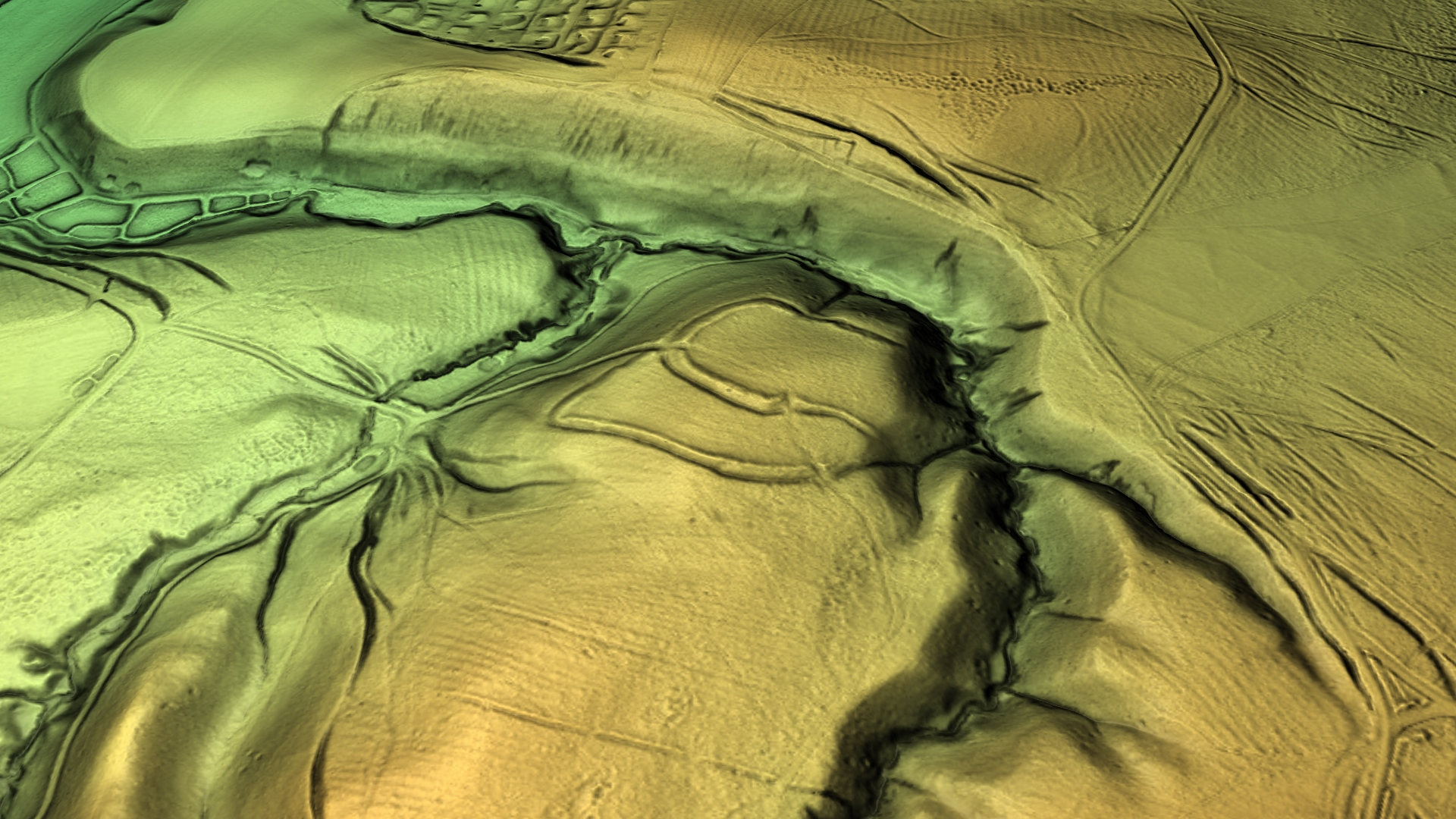
3D-Ansicht des digitalen Geländemodells

Die Ringwall Nonnenkloster ist eine abgegangene frühmittelalterliche Ringwallanlage 1500 Meter südwestlich der Vollburg auf einer nach Nordosten gerichteten Bergnase des 480 m ü. NHN hohen Berges Murrleinsnest im Staatsforst Nonnenkloster des gemeindefreien Bürgerwalds bei Michelau im Steigerwald im Landkreis Schweinfurt in Bayern.
Von der ehemaligen Höhenburganlage sind nur noch geringe Wallreste erhalten.